# Vườn quốc gia Tesso Nilo
Vườn quốc gia Tesso Nilo là một vườn quốc gia nằm ở tỉnh Riau, trên đảo Sumatra, Indonesia. Nó được thành lập vào năm 2004 với diện tích ban đầu là 385,76 km² nhưng sau đó đã được mở rộng lên thành 1000 km². Tại đây có một số khu rừng mưa nhiệt đới đất thấp còn lại lớn nhất trên đảo Sumatra. Tesso Nilo là nơi có rất nhiều loài thực vật có mạch và cũng là nơi trú ngụ của nhiều loài động vật hoang dã, đặc biệt đây là nhà của hai loài voi Sumatra và hổ Sumatra cực kỳ nguy cấp.